# Timangan Gading
Timangan Gading is een bestuurslaag in het regentschap Aceh Tengah van de provincie Atjeh, Indonesië. Timangan Gading telt 946 inwoners (volkstelling 2010).